# Saint-Sever-de-Saintonge
Pour les articles homonymes, voir Saint-Sever (homonymie).
Saint-Sever-de-Saintonge est une commune du Sud-Ouest de la France, située dans le département de la Charente-Maritime (région Nouvelle-Aquitaine).
Ses habitants sont appelés les Saint-Severins et les Saint-Severines.

## Géographie

### Localisation

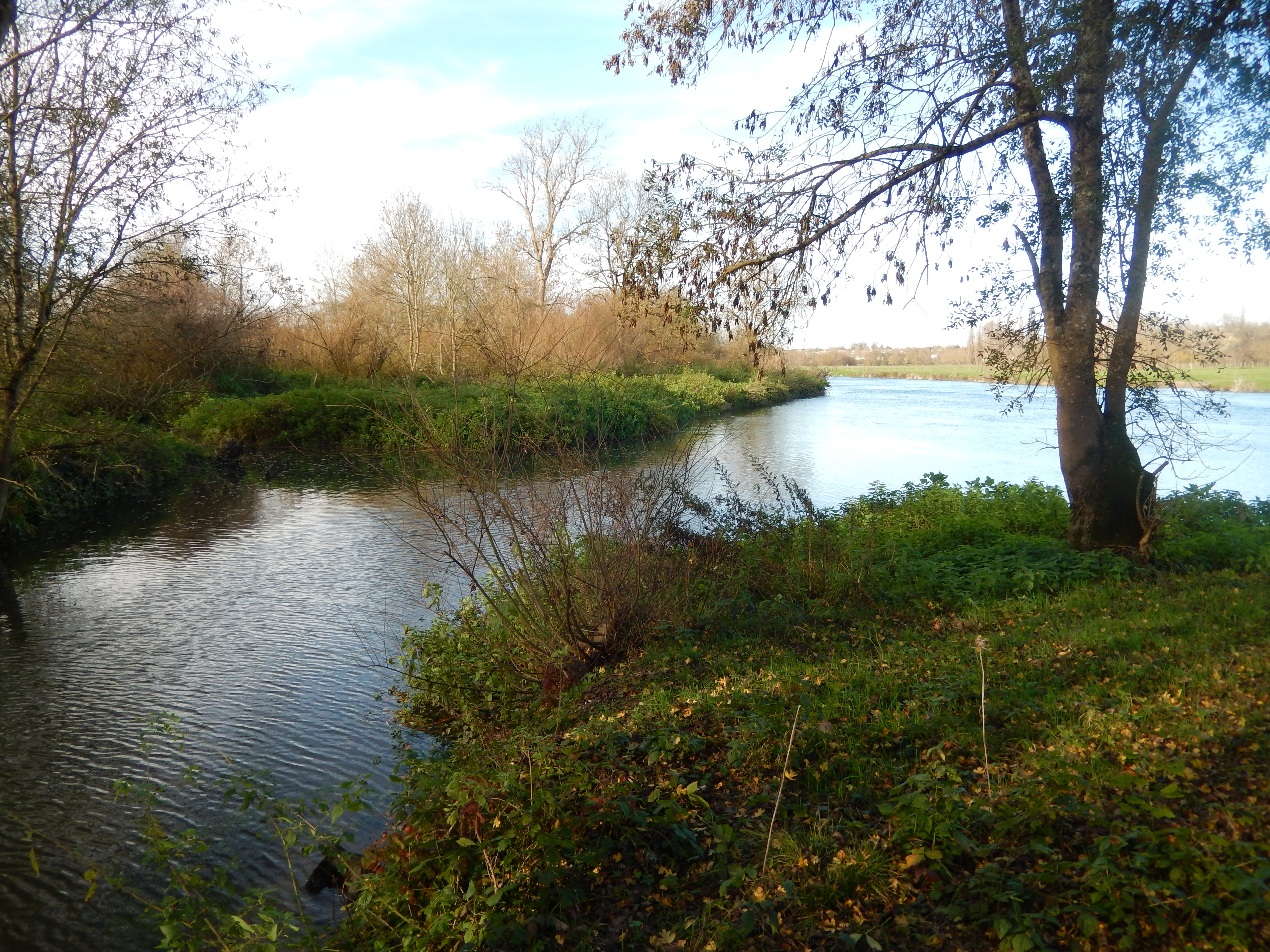
Le confluent de la Charente et du bras oriental du delta de la Seugne constitue le point le plus à l'ouest de la commune.

La commune de Saint-Sever-de-Saintonge se situe dans le centre-est du département de la Charente-Maritime, en région Nouvelle-Aquitaine, dans l'ancienne province de Saintonge. Appartenant au Midi de la France — on parle plus précisément de « Midi atlantique », au cœur de l'arc atlantique, elle peut être rattachée à deux grands ensembles géographiques, le Grand Ouest français et le Grand Sud-Ouest français.
Elle est située sur la rive gauche du fleuve Charente (qui marque sa limite nord), ainsi que sur la rive droite du bras oriental du delta de la Seugne (qui la délimite à l'ouest). Les terres en bordure de la Charente sont des prés inondables ; l'habitat, réparti en hameaux (Fruger, Beillant, Saint-Sever…), se situe en retrait, le plus souvent le long des voies de chemin de fer qui traversent la commune. Cependant, au sud d'une voie appelée le Chemin Chaussé, il n'y a guère d'habitations que de petits lieux-dits situés en bordure de Seugne ; les parcelles céréalières et viticoles dominent le paysage. La limite méridionale qui sépare Saint-Sever-de-Saintonge de la commune voisine de Montils est marquée par de petites collines.

### Communes limitrophes
| Chaniers  | Dompierre-sur-Charente   |          |
| Courcoury | Saint-Sever-de-Saintonge | Rouffiac |
|           | Montils                  |          |

### Transports

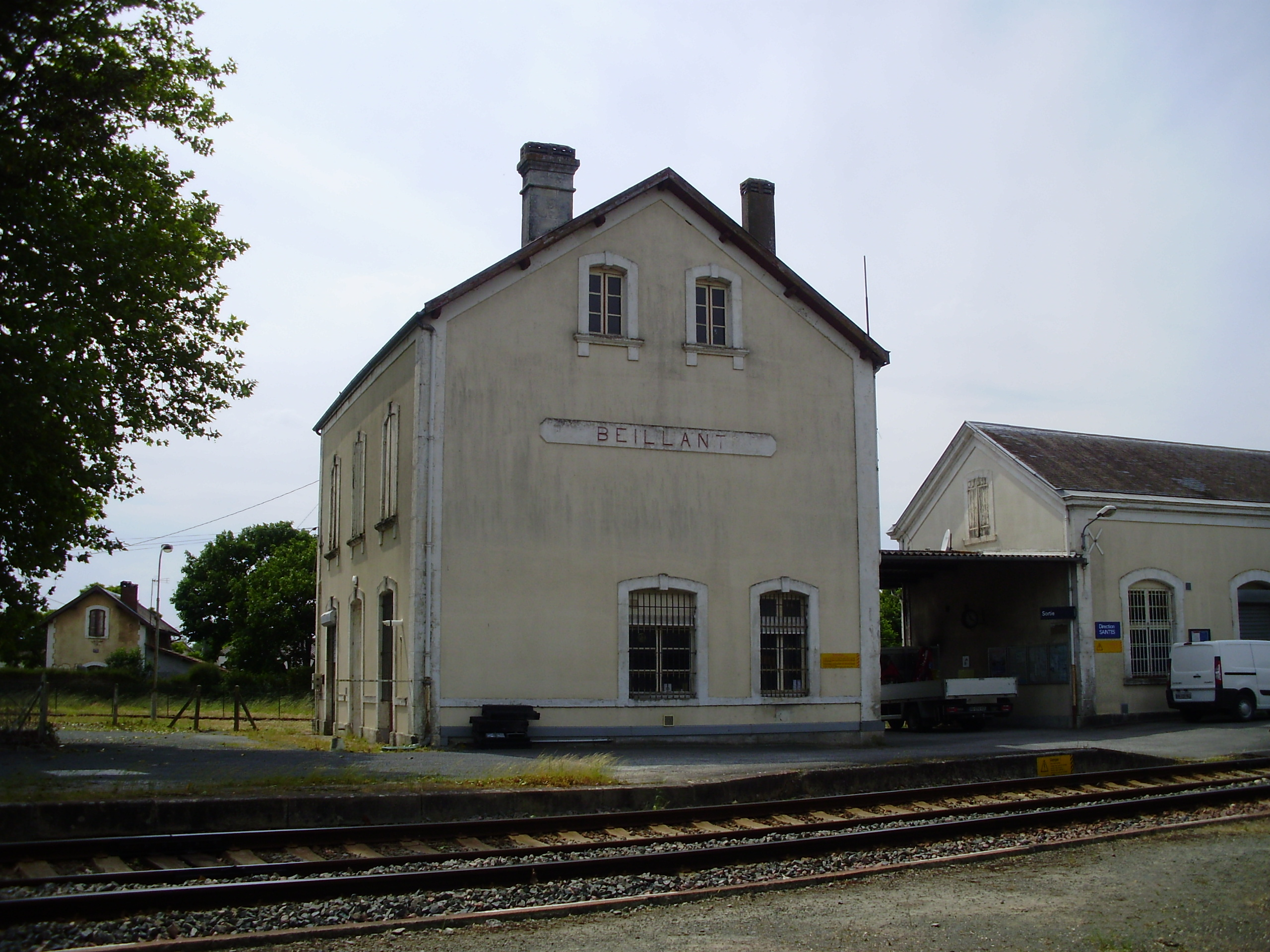
La gare SNCF de Beillant, située sur un triangle ferroviaire.

Aucun axe routier majeur ne traverse la commune, qui est desservie par le réseau routier départemental français.
Cependant, la commune possède, à Beillant, une gare desservie par les trains TER Nouvelle-Aquitaine.
Enfin, plusieurs lignes de bus du réseau départemental comportent des arrêts dans la commune.

## Urbanisme

### Typologie
Au 1er janvier 2024, Saint-Sever-de-Saintonge est catégorisée commune rurale à habitat dispersé, selon la nouvelle grille communale de densité à 7 niveaux définie par l'Insee en 2022.
Elle est située hors unité urbaine. Par ailleurs la commune fait partie de l'aire d'attraction de Saintes, dont elle est une commune de la couronne,. Cette aire, qui regroupe 62 communes, est catégorisée dans les aires de 50 000 à moins de 200 000 habitants,.

### Occupation des sols
L'occupation des sols de la commune, telle qu'elle ressort de la base de données européenne d’occupation biophysique des sols Corine Land Cover (CLC), est marquée par l'importance des territoires agricoles (91,3 % en 2018), en diminution par rapport à 1990 (99,5 %). La répartition détaillée en 2018 est la suivante : 
terres arables (53,9 %), zones agricoles hétérogènes (19,5 %), prairies (13,4 %), zones urbanisées (8,2 %), cultures permanentes (4,5 %), forêts (0,5 %). L'évolution de l’occupation des sols de la commune et de ses infrastructures peut être observée sur les différentes représentations cartographiques du territoire : la carte de Cassini (XVIIIe siècle), la carte d'état-major (1820-1866) et les cartes ou photos aériennes de l'IGN pour la période actuelle (1950 à aujourd'hui).

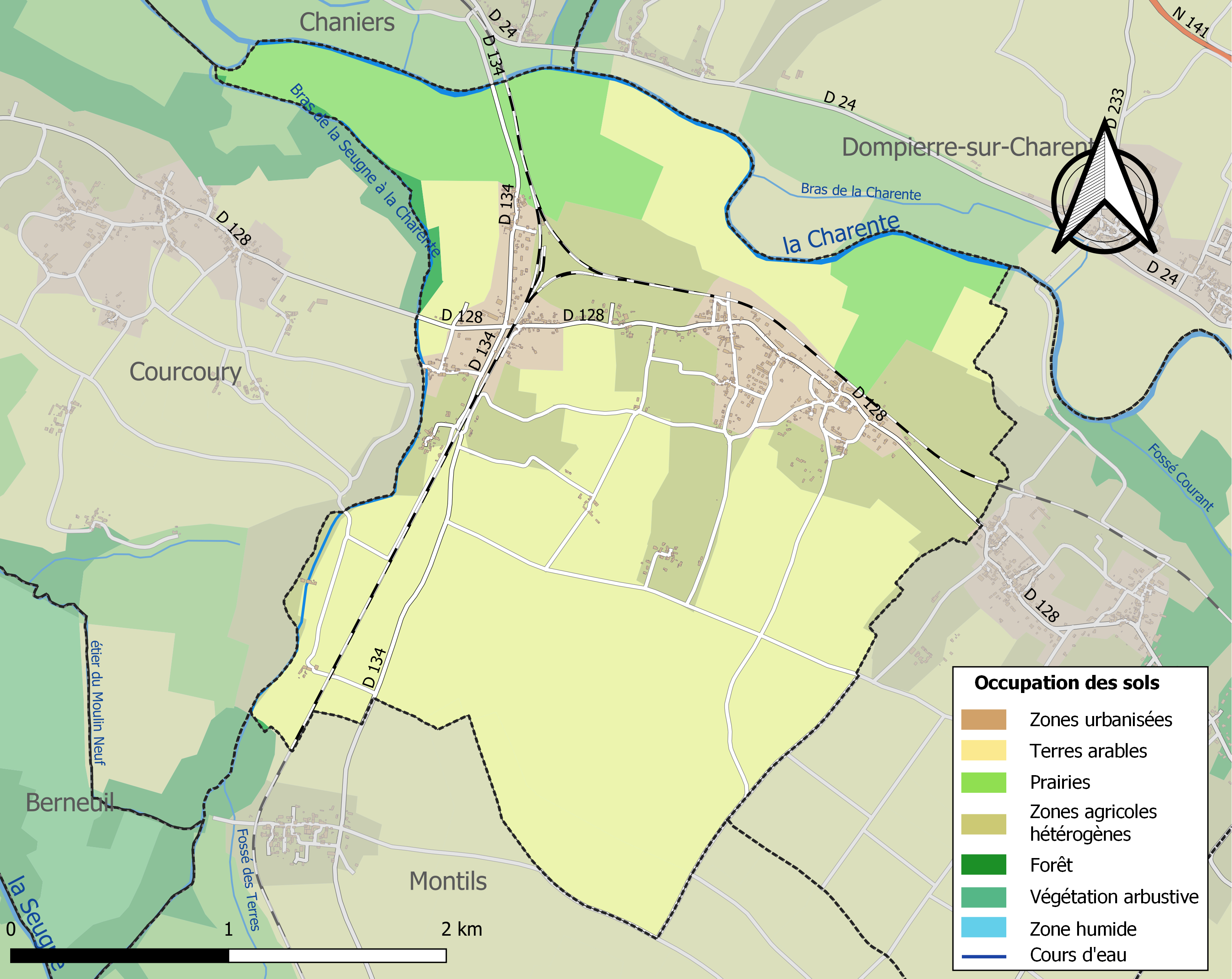
Carte des infrastructures et de l'occupation des sols de la commune en 2018 (CLC).

### Risques majeurs
Le territoire de la commune de Saint-Sever-de-Saintonge est vulnérable à différents aléas naturels : météorologiques (tempête, orage, neige, grand froid, canicule ou sécheresse), inondations, mouvements de terrains et séisme (sismicité faible). Il est également exposé à un risque technologique,  le transport de matières dangereuses. Un site publié par le BRGM permet d'évaluer simplement et rapidement les risques d'un bien localisé soit par son adresse soit par le numéro de sa parcelle.

#### Risques naturels
La commune fait partie du territoire à risques importants d'inondation (TRI) Saintes-Cognac-Angoulême, regroupant 46 communes concernées par un risque de débordement du fleuve Charente (34 en Charente et 12 en Charente-Maritime), un des 18 TRI qui ont été arrêtés fin 2012 sur le bassin Adour-Garonne. Les événements antérieurs à 2014 les plus significatifs sont les crues de l'hiver 1779, de 1842, de 1859, du 9 décembre 1882 du 19 février 1904, du 10 janvier 1961, de mars-avril 1962, du 24 décembre 1982 et du 8 janvier 1994. Des cartes des surfaces inondables ont été établies pour trois scénarios : fréquent (crue de temps de retour de 10 ans à 30 ans), moyen (temps de retour de 100 ans à 300 ans) et extrême (temps de retour de l'ordre de 1 000 ans, qui met en défaut tout système de protection). La commune a été reconnue en état de catastrophe naturelle au titre des dommages causés par les inondations et coulées de boue survenues en 1982, 1993, 1999, 2010 et 2021,.
La commune est vulnérable au risque de mouvements de terrainsdes tassements différentiels.
Par ailleurs, afin de mieux appréhender le risque d’affaissement de terrain, l'inventaire national des cavités souterraines permet de localiser celles situées sur la commune.
Concernant les mouvements de terrains, la commune a été reconnue en état de catastrophe naturelle au titre des dommages causés par la sécheresse en 2003, 2005 et 2009 et par des mouvements de terrain en 1999 et 2010.

#### Risques technologiques
Le risque de transport de matières dangereuses sur la commune est lié à sa traversée par une ou des infrastructures routières ou ferroviaires importantes ou la présence d'une canalisation de transport d'hydrocarbures. Un accident se produisant sur de telles infrastructures est susceptible d’avoir des effets graves sur les biens, les personnes ou l'environnement, selon la nature du matériau transporté. Des dispositions d’urbanisme peuvent être préconisées en conséquence.

## Toponymie
Le nom de la commune provient de saint Sever, à qui la paroisse avait été dédiée.
Sous la Révolution, la commune portait le nom de Grand-Pré.
Au XIXe siècle, elle devient Saint-Symphorien.
Par décret du 26 mai 1972, Saint-Sever devient Saint-Sever-de-Saintonge (JO, 01.06.1972).

## Administration

### Liste des maires

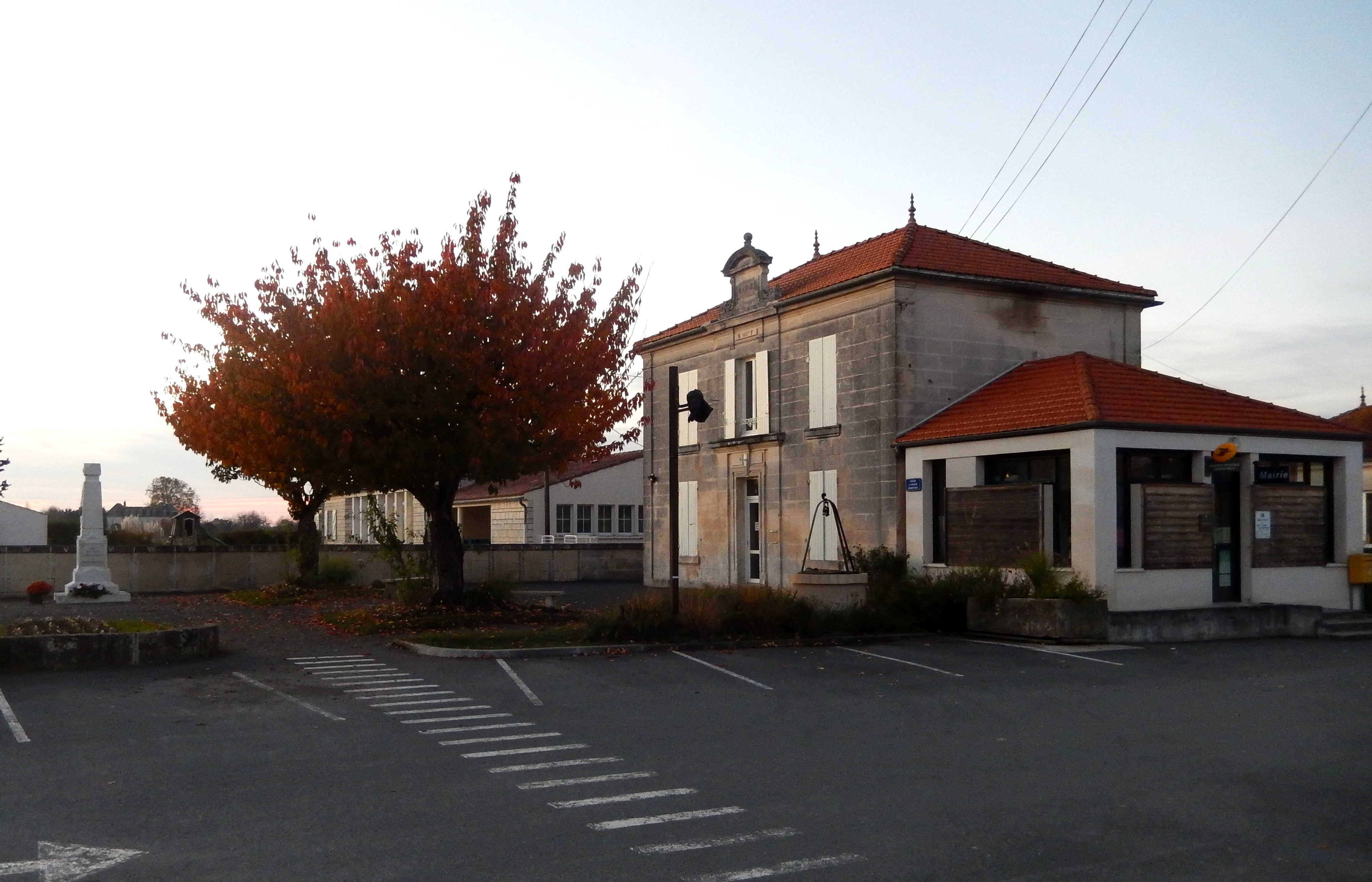
La mairie de la commune, située dans le hameau de Bouyer.

| Période                                  | Période  | Identité        | Étiquette | Qualité  |
| ---------------------------------------- | -------- | --------------- | --------- | -------- |
| 2001                                     | 2008     | Michel Célerier |           |          |
| 2008                                     | En cours | Pierre Hervé    | DVG       | Retraité |
| Les données manquantes sont à compléter. |          |                 |           |          |

### Région
À la suite de la réforme administrative de 2014 ramenant le nombre de régions de France métropolitaine de 22 à 13, la commune appartient depuis le 1er janvier 2016 à la région Nouvelle-Aquitaine, dont la capitale est Bordeaux. De 1972 au 31 décembre 2015, elle a appartenu à la région Poitou-Charentes, dont le chef-lieu était Poitiers.

### Canton
La commune appartient canton de Thénac depuis les élections départementales françaises de 2015. Avant cette date, elle appartenait au canton de Pons.

### Intercommunalité
La commune adhère à la communauté d'agglomération de Saintes, dont Saintes est le siège administratif.
De même, elle appartient au Pays de Saintonge Romane dont le siège administratif est également situé à Saintes.

## Démographie

### Évolution démographique
L'évolution du nombre d'habitants est connue à travers les recensements de la population effectués dans la commune depuis 1793. Pour les communes de moins de 10 000 habitants, une enquête de recensement portant sur toute la population est réalisée tous les cinq ans, les populations de référence des années intermédiaires étant quant à elles estimées par interpolation ou extrapolation. Pour la commune, le premier recensement exhaustif entrant dans le cadre du nouveau dispositif a été réalisé en 2005.

En 2022, la commune comptait 648 habitants, en évolution de +5,02 % par rapport à 2016 (Charente-Maritime : +4,04 %, France hors Mayotte : +2,11 %).
| 1793 | 1800 | 1806 | 1821 | 1831 | 1836 | 1841 | 1846 | 1851 |
| ---- | ---- | ---- | ---- | ---- | ---- | ---- | ---- | ---- |
| 487  | 619  | 359  | 522  | 556  | 510  | 529  | 503  | 511  |

| 1856 | 1861 | 1866 | 1872 | 1876 | 1881 | 1886 | 1891 | 1896 |
| ---- | ---- | ---- | ---- | ---- | ---- | ---- | ---- | ---- |
| 517  | 532  | 598  | 587  | 611  | 621  | 595  | 568  | 604  |

| 1901 | 1906 | 1911 | 1921 | 1926 | 1931 | 1936 | 1946 | 1954 |
| ---- | ---- | ---- | ---- | ---- | ---- | ---- | ---- | ---- |
| 580  | 520  | 523  | 507  | 521  | 479  | 444  | 513  | 490  |

| 1962 | 1968 | 1975 | 1982 | 1990 | 1999 | 2005 | 2006 | 2010 |
| ---- | ---- | ---- | ---- | ---- | ---- | ---- | ---- | ---- |
| 549  | 484  | 462  | 431  | 511  | 588  | 601  | 606  | 625  |

| 2015 | 2020 | 2022 | - | - | - | - | - | - |
| ---- | ---- | ---- | - | - | - | - | - | - |
| 615  | 638  | 648  | - | - | - | - | - | - |

## Économie

### Agriculture
La viticulture est une ressource économique importante. La commune est située en Petite Champagne, dans la zone d'appellation d'origine contrôlée du cognac.

## Lieux et monuments
- L'église Saint-Symphorien.
- Monument aux morts.
- Croix.

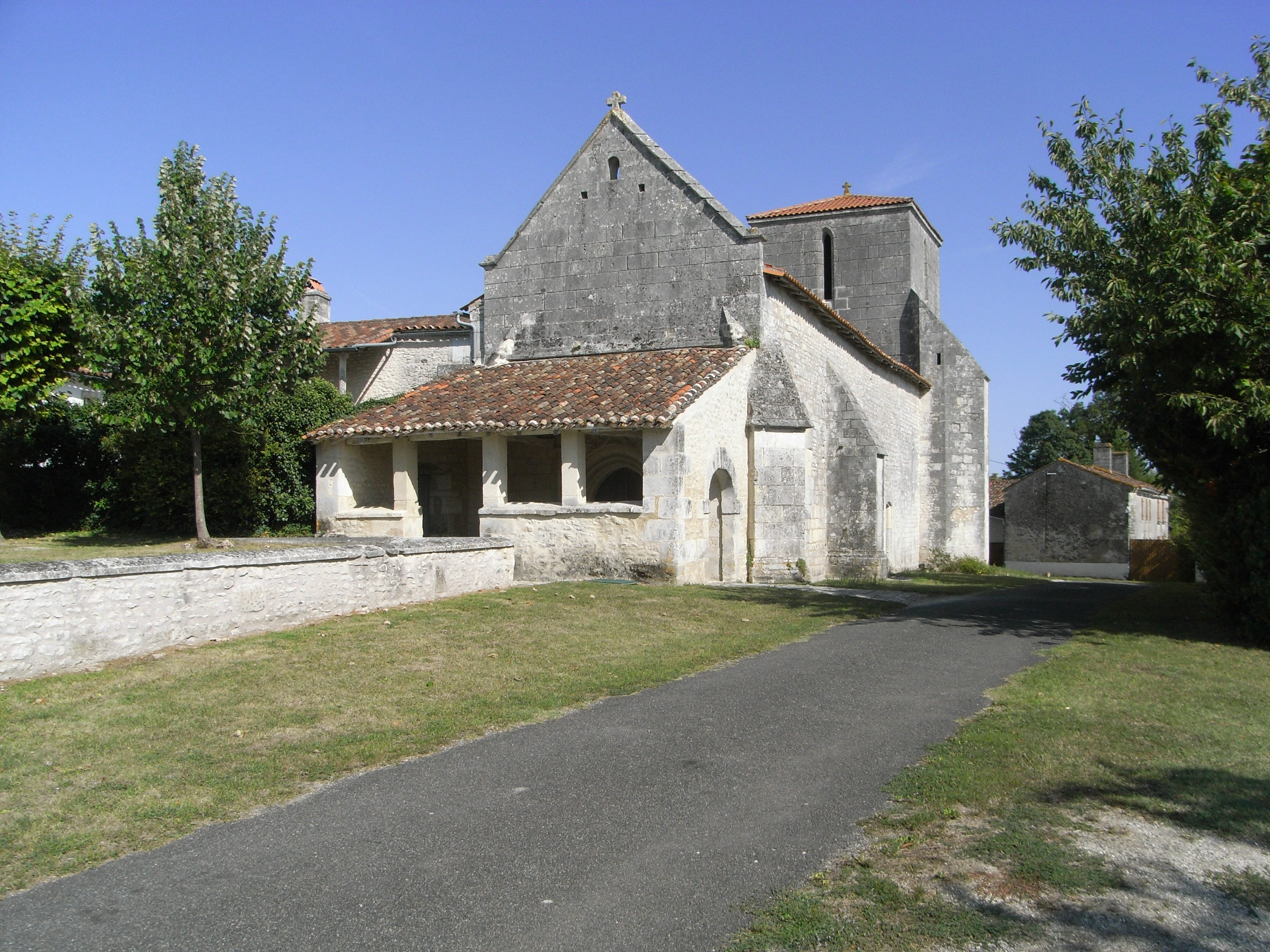
L'église Saint-Symphorien.
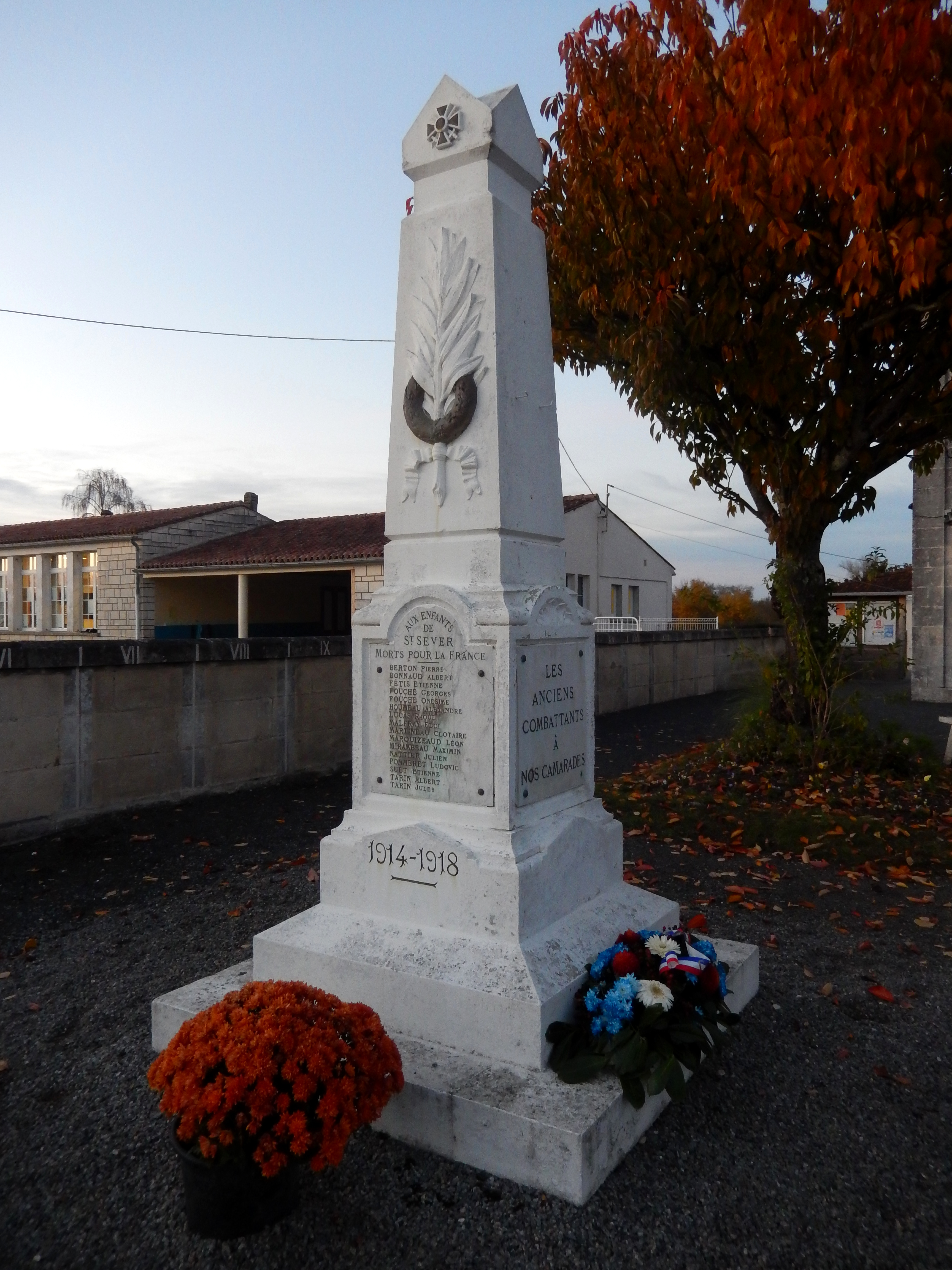
Deux croix en pierre.
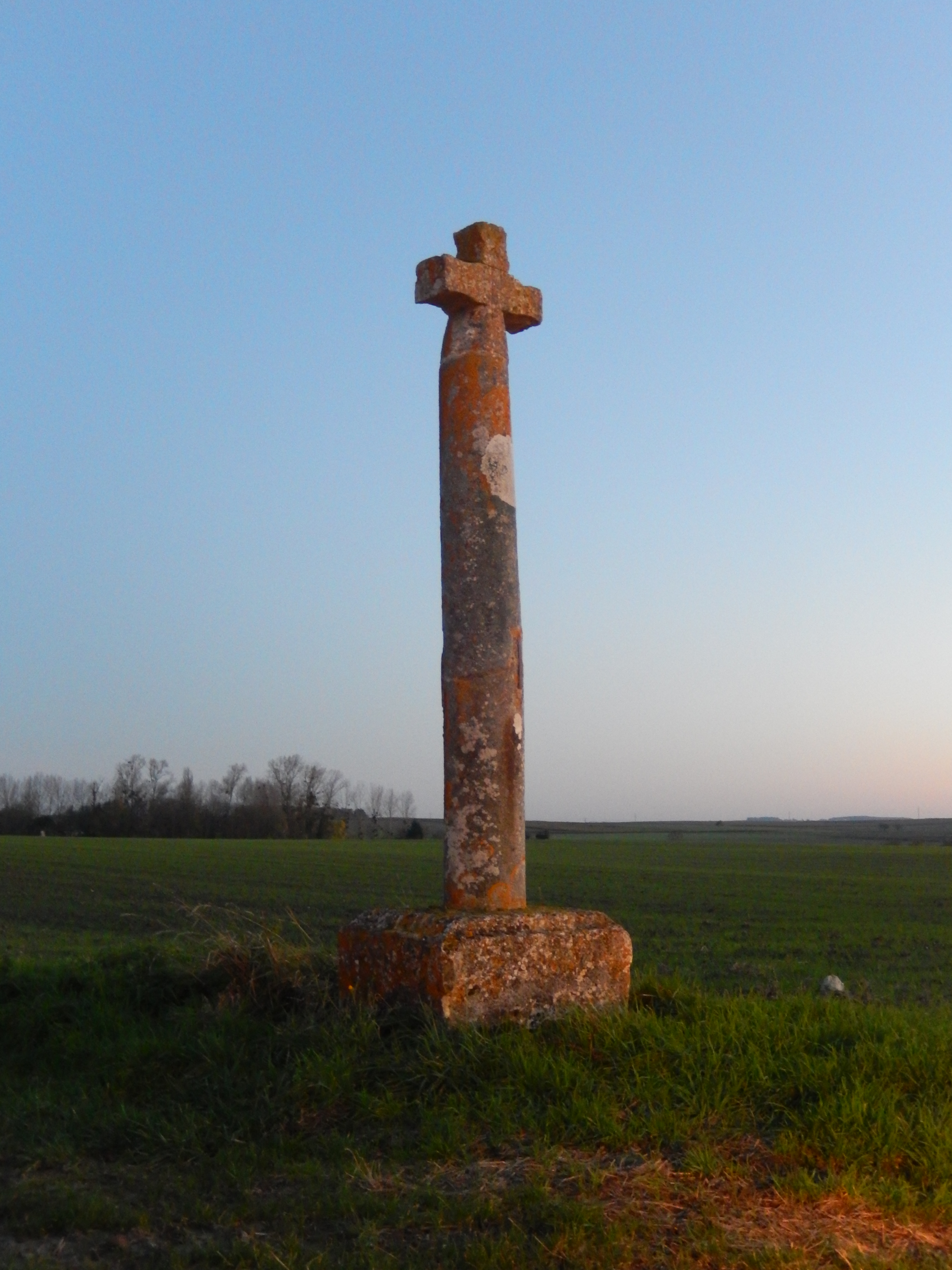
Une portion de voie romaine, le Chemin Chaussé.

## Personnalités liées à la commune
{...}